# Берлінгтон (округ, Нью-Джерсі)
Шаблон:StateAbbr_ 39°53′ пн. ш. 74°40′ зх. д. / 39.88° пн. ш. 74.67° зх. д.
Берлінгтон (англ. Burlington County) — округ (графство) у штаті Нью-Джерсі, США. Ідентифікатор округу 34005.

## Історія
Округ утворений 1694 року.

## Демографія
За даними перепису
2000 року
загальне населення округу становило 423394 осіб, зокрема міського населення було 391995, а сільського — 31399.
Серед мешканців округу чоловіків було 209402, а жінок — 213992. В окрузі було 154371 домогосподарство, 111581 родина, які мешкали в 161311 будинках.
Середній розмір родини становив 3,14.
Віковий розподіл населення поданий у таблиці:
| Стать    | До 15 років | 15-21 | 22-29 | 30-39 | 40-49 | 50-65 | 65-85 | Понад 85 |
| -------- | ----------- | ----- | ----- | ----- | ----- | ----- | ----- | -------- |
| Чоловіки | 45441       | 19056 | 21369 | 34958 | 34096 | 32522 | 20378 | 1582     |
| Жінки    | 43341       | 16545 | 18460 | 34929 | 34707 | 34752 | 27349 | 3909     |